# شهرستان لنیر (جورجیا)
شهرستان لنیر، جورجیا (به انگلیسی: Lanier County, Georgia) یک سکونتگاه مسکونی در ایالات متحده آمریکا است که در جورجیا واقع شده‌است.